# Лысенко, Иван Ильич
Иван Ильич Лысенко (Лисенко) (1871—1933) — крестьянин, депутат Государственной думы I созыва от Екатеринославской губернии.

## Биография

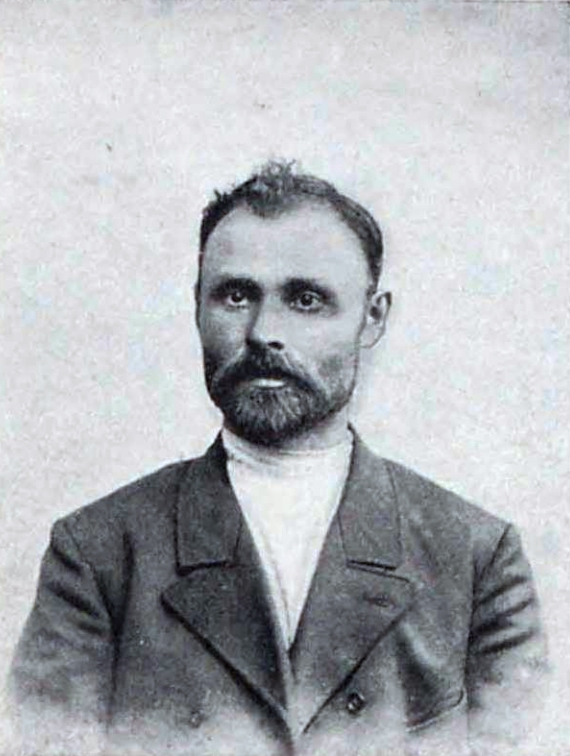
И. И. Лысенко, 1906

Малоросс. Крестьянин из посада Александровский Покровской волости Мариупольского уезда Екатеринославской губернии. Окончил 4 класса Прилукской гимназии. Служил конторщиком на табачной фабрике Стилоти в Киеве, позднее был учителем приходской школы. Отбывал воинскую повинность в Варшаве. В дальнейшем занимался сельским хозяйством на 4 десятинах казенной земли в Мариупольском уезде Екатеринославской губернии. Своего надела у Лысенко не было. Лысенко не был членом какой-либо партии, но полностью он был привержен формуле «Земля и Воля».
14 апреля 1906 избран в Государственную думу I созыва от съезда уполномоченных от волостей Екатеринославской губернии . Вошёл в Трудовую группу. 1 мая 1906 г. вошёл в Украинскую громаду. Член Аграрной комиссии. Подписал заявление об образовании Комиссии по расследованию преступлений должностных лиц.
10 июля 1906 года в г. Выборге подписал «Выборгское воззвание» и осужден по ст. 129, ч. 1, п. п. 51 и 3 Уголовного Уложения, приговорен к 3 месяцам тюрьмы и лишен права баллотироваться на любые выборные должности.
22 (09) сентября 1906 года газета «Биржевые ведомости» сообщала из села Дядьково, что там задержан бывший член Государственной Думы от Екатеринославской губернии Лысенко в состоянии сильного возбуждения. Больной бегал с криком: «Меня преследуют вооруженные, спасите!» Как сообщила газета «Принятый за вора, Лысенко был избит милиционерами мальцевского завода».

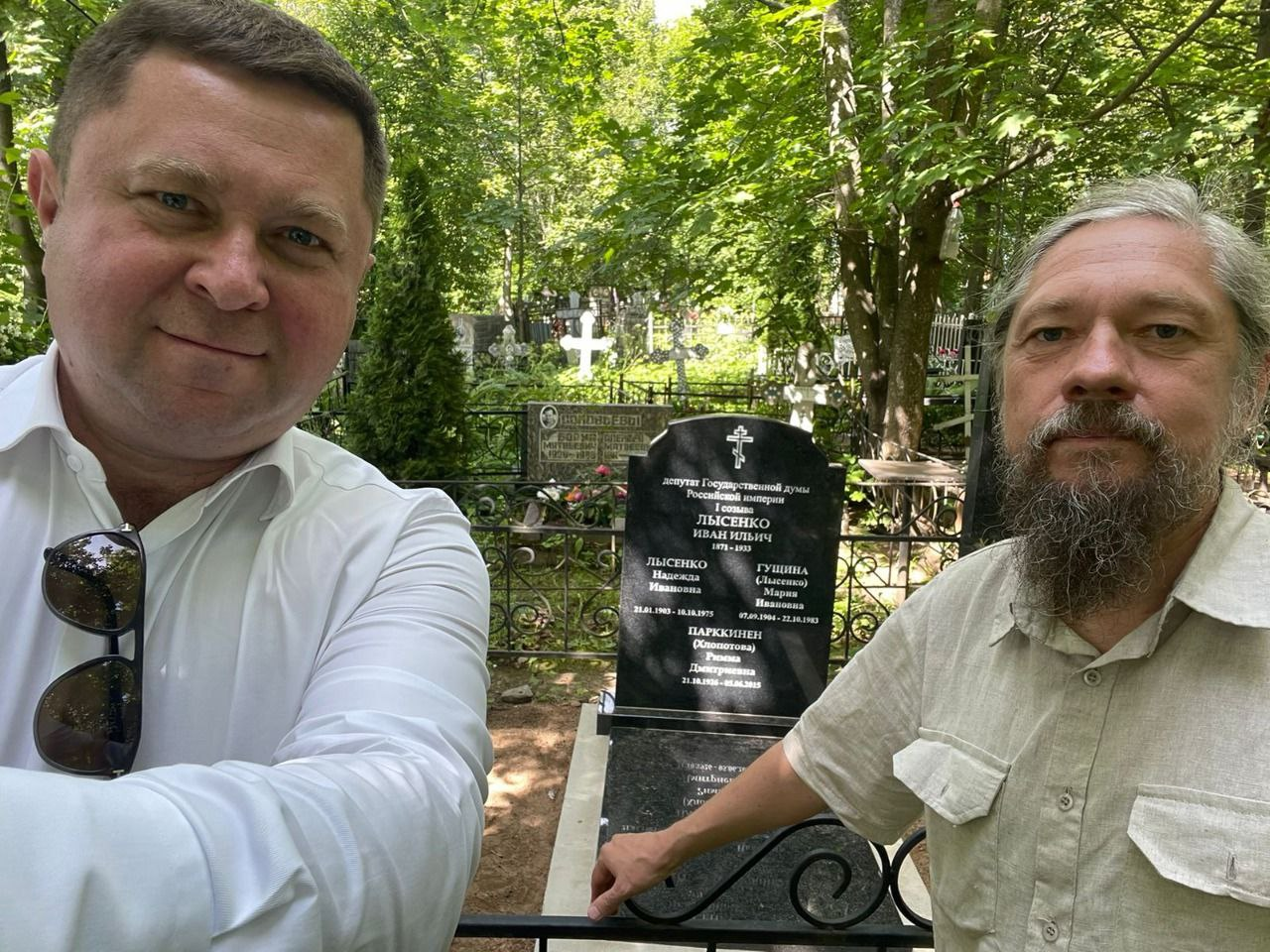
Епископ Геннадий (Гоголев) на могиле своего прадеда И. И. Лысенко.

12 декабря 1906 г. сообщалось. что И. И. Лысенко находится в Мариупольской тюрьме и числится за судебным следователем.
В январе 1907 был выслан из южного горнозаводского района на время военного положения. После снятия военного положения вернулся домой, но через пять дней исправник объявил Лысенко распоряжение губернатора о продлении высылки на время действия положения о чрезвычайной охране и необходимости выехать в 24 часа.
Скончался в 1933 году. Похоронен на Горском кладбище в Ленинградской области.
Прадед епископа Каскеленского Геннадия (Гоголева).